# Molí Nou (Santa Coloma de Queralt)
El Molí Nou és una obra de Santa Coloma de Queralt (Conca de Barberà) inclosa a l'Inventari del Patrimoni Arquitectònic de Catalunya.

## Descripció
Està derruït. La volta que hi havia se l'endugueren així com les dovelles de l'arc de mig punt de la porta. Hi resta part d'un aqüeducte fet de pedra que donava pas a l'aigua pel molí de la torre. Es veu molt bé la seva bassa.

## Història
En el 1301 de Boffi o Bonfill. En el 1380 de Santa Maria de Bell-lloc. Després d'en Fontanet i a finals del segle xv o inicis del XVI passà a denominar-se Molí Nou. Era el primer que recollia l'aigua de la resclosa de l'escorxador. I el primer a l'esquerra del riu Gaià.